# Цыремпилов, Бальжинима Цыренжапович
Бальжинима́ Цыренжа́пович Цыремпи́лов (бур.  Сэрэмпилов Сэрэнжабай Бальжанима; род. 9 апреля 1975 года, с. Улекчин, Закаменский район, Бурятия, СССР) — российский спортсмен, стрелок из лука. Участник XXVI, XXVII, XXVIII и XXIX летних Олимпийских игр (1996, 2000, 2004, 2008). Серебряный и бронзовый призер чемпионата мира в личных и командных соревнованиях (1997, 2007). Двукратный серебряный и двукратный бронзовый призер чемпионата мира в помещении в личных и командных соревнованиях (2001, 2003, 2005, 2012). Пятикратный чемпион Европы и серебряный призер чемпионата Европы в личных соревнованиях (1996, 1998, 2000, 2002, 2008). Серебряный и двукратный бронзовый призер чемпионата Европы в помещении в личных и командных соревнованиях (2004, 2013). Победитель финала кубка мира в личных соревнованиях (2007). Двукратный победитель, двукратный серебряный и четырехкратный бронзовый призер этапов кубка мира в личных и командных соревнованиях (2006, 2007, 2008, 2009). 
Многократный чемпион России и призер чемпионатов России в личных и командных соревнованиях. Двукратный серебряный призер I Всероссийской спартакиады по летним видам спорта среди сильнейших спортсменов 2022 года в командных соревнованиях и смешанных командах (микст).
Заслуженный мастер спорта России (1998). В сборной команде России с 1993 года.

## Спортивные результаты
- 20 мая 1999 — Гран-При Европы "Золотые стрелы", Анталья — 1-е место.
- 15 июня 2000 — Чемпионат Европы на открытом воздухе, Анталья — 1-е место.
- 16 сентября 2000 — 27-е Олимпийские Игры, Сидней — 7-е место.
- 19 марта 2001 — Чемпионат Мира в помещении, Флоренция — 2-е место.
- 9 мая 2001 — Гран-При Европы, Никосия — 2-е место.
- 22 июля 2002 — Чемпионат Европы на воздухе, Оулу — 2-е место.
- 5 марта 2003 — Чемпионат Мира в помещении, Ним — 3-е место.
- 13 августа 2004 — 28-е Олимпийские Игры, Афины — 14-е место.
- 4 мая 2005 — Гран При Европы, Анталия — 1-е место.
- 1 апреля 2007 — 1-й этап Кубка Мира 2007, Ульсан — 3-е место.
- 30 апреля 2007 — 2-й этап Кубка Мира 2007, Варесе — 2-е место.
- 7 июля 2007 — 44-й Чемпионат Мира на открытом воздухе, Лейпциг — 2-е место.
- 31 июля 2007 — 4-й этап Кубка Мира 2007, Дувр — 1-е место.
- 24 ноября 2007 — Финал Кубка Мира 2007, Дубай — 1-е место.
- 1 апреля 2008 — 1-й этап Кубка Мира 2008, Санто Доминго — 3-е место.
- 12 мая 2008 — Чемпионат Европы на открытом воздухе, Виттель — 1-е место.
- 23 июня 2008 — 4-й этап Кубка Мира 2008, Бо — 3-е место.
- 5 февраля 2012 — Чемпионат Мира в помещении, Лас-Вегас — 2-е место.
- 27 мая 2013 — Гран-При Европы 2 этап, Эчмиадзин — 1-е место.

## См.также
- Хазагаев, Шагдуржап Александрович